# جواشون
جواشون (بالفرنسية: Amélie Marie Goichon)‏ Amélie Marie Goichon (1894 - 1977 م) هي مستشرقة فرنسية تخصصت في الفلسفة الإسلامية، و ابن سينا بخاصة.

## مؤلفاتها
من مؤلفاتها:
- «المملكة الأردنية في واقعها الحقيقي» 1967 - 1972 م، في مجلدين كبيرين.
- «المدخل إلى ابن سينا»، سنة 1934 م.
- «مقارنة بين مصطلحات أرسطو ومصطلحات ابن سينا»، سنة 1939 م.[1]
- «الحياة النسوية في مزاب» (منطقة غرداية بالجزائر)، سنة 1927م.